# Nóvita
Nóvita é um município da Colômbia, localizado no departamento de Chocó.